# 大阪しぐれ
『大阪しぐれ』（おおさかしぐれ）は、1980年2月1日に発売された都はるみの80枚目のシングル。

## 解説
- 都はるみが1980年代最初に発売したシングルで、大ヒットしたナンバー。オリコンの1980年の年間ヒットチャートで第49位を記録した。同年暮れには、作詞者の吉岡治が本楽曲で日本作詩大賞を受賞したほか、都が『第22回日本レコード大賞』で最優秀歌唱賞を受賞。また、16回連続出場となった同年大晦日の『第31回NHK紅白歌合戦』で歌唱された。

- こうして年末の賞レース番組等でたくさん歌われたことでさらに広く浸透し、翌年に渡ってロング・セールスとなり、ミリオンセラーを達成した。オリコン総合シングル・チャートでベスト3位内に8週連続ランクイン、1981年の年間ヒットチャートでは第6位を記録している。また、TBS系列音楽番組『ザ・ベストテン』では1980年12月18日放送分で初登場、連続7週ランクインした。1990年時点での売上は135万枚[1]。

- 北新地などネオン街の地名がいくつか登場する、大阪のご当地ソングのひとつ。松田美由紀が関西人役を演じたTBS系列テレビドラマ『セカンド・チャンス』（1995年）において、松田が曲の冒頭を口ずさむシーンが登場するほか、桃井かおりと岩下志麻が主演した松竹・霧プロ映画『疑惑』（1982年）の居酒屋シーン（画面には柄本明が出演）で、本楽曲のインストゥルメンタルがBGMで使用されている。

## 収録曲
1. 大阪しぐれ（3分57秒）
作詞：吉岡治／作曲：市川昭介／編曲：斉藤恒夫
2. おんな恋唄（4分4秒）
作詞：悠木圭子／作曲：鈴木淳／編曲：佐伯亮

## カバー
- 1981年、石川さゆり（アルバム『春ひとつ～日本の女～』）
- 1982年、美空ひばり（アルバム『人恋酒～最新演歌名曲名唱集』）
- 1995年、香西かおり（アルバム『綴織百景 VOL.5 大阪物語』）

## 関連作品
- 青春歌年鑑 演歌・歌謡編 -1980年代-
- 歌心 流行歌120選